# Born Under a Bad Sign (пісня)
«Born Under a Bad Sign» — сингл Альберта Кінга, випущений лейблом Stax в 1967 році. Пісня увійшла до альбому під назвою Born Under a Bad Sign. «Born Under a Bad Sign» посіла 49 місце в хіт-параді R&B Singles журналу Billboard. У 1988 році пісня занесена до Зали слави блюзу.